# Corriol pit-roig

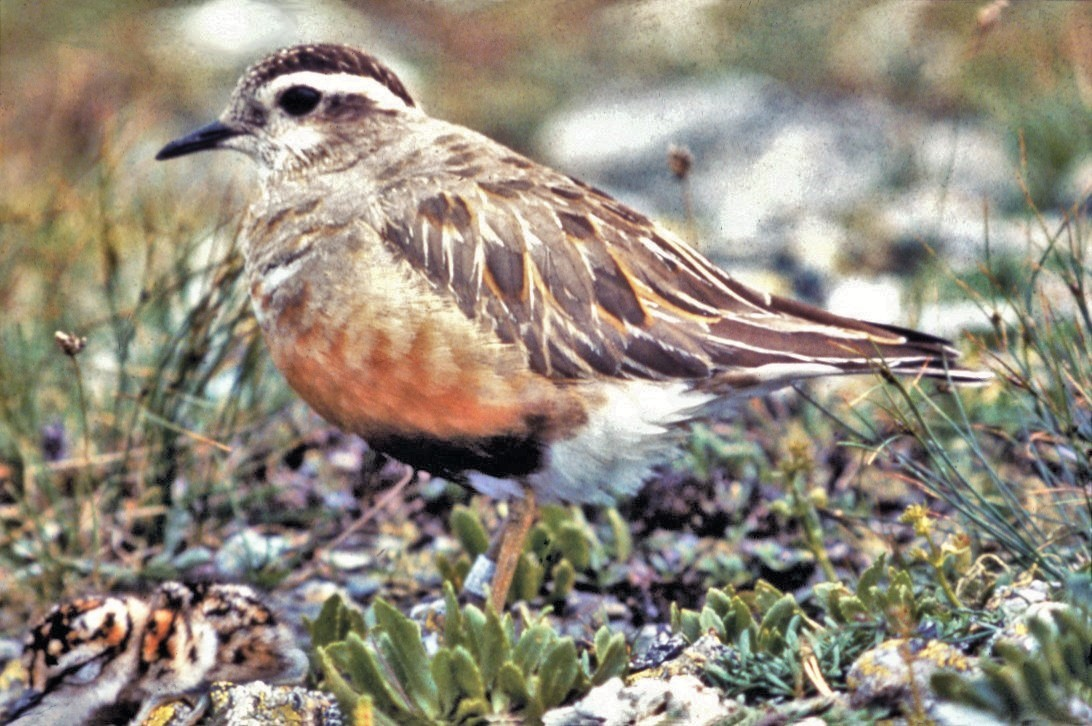
Mascle amb pollets

El corriol pit-roig, corriol camanegre (al País Valencià) o fuell de collar (a les Balears)(Charadrius morinellus) és una espècie d'ocell de l'ordre dels caradriformes, el més gros dels corriols que es poden observar als Països Catalans però, també, el menys freqüent. Alguns autors l'inclouen al monotípic gènere Eudromias Brehm, CL, 1830.

## Morfologia
- Fa 20-22 cm de llargària total.
- Plomatge més variat (blanc, gris i bru, amb la part baixa del pit de color marró ataronjat), a l'estiu, que no pas els altres corriols, tot i que a l'hivern es fa més grisenc.[2]
- Potes de color groc.
- Bec curt i negre.
- La femella és més grossa i acolorida que el mascle.

## Reproducció
Cria a la tundra àrtica d'Euràsia (des de Noruega fins a Sibèria) i a les muntanyes del mateix continent (Escòcia, els Alps i els Pirineus). Als Països Catalans nia localitzadament a la Cerdanya, Andorra, Vall de Ribes, etc., al voltant dels 2.000 m d'altitud, en prats alpins on coincideix amb la perdiu blanca. Fa el niu al sòl, hi pon 2-4 ous i és el mascle qui s'encarrega de covar-los durant quatre setmanes

## Alimentació
Menja de nit i a trenc d'alba insectes (coleòpters i mosques sobretot), aràcnids i altres invertebrats com ara caragols i cucs.

## Distribució geogràfica
Hiverna en una estreta franja semidesèrtica que va des del Marroc fins a l'Iran.

## Costums
Als Països Catalans és migrador i estiuenc.

## Conservació
Es troba amenaçat per la desaparició del seu hàbitat a causa del desenvolupament del turisme hivernal (estacions d'esquí i urbanitzacions) i a la caça il·legal.